# Азопроїт
Азопроїт — рідкісний марганцево-залізоборатний мінерал із хімічною формулою (Mg, Fe2+)2(Fe3+,Ti, Mg)(BO3)O2. Вперше його виявили біля озера Байкал. Названий на честь Асоціації з досліджень глибинних зон земної кори, спонсорованих Міжнародною геологічною асоціацією у 1969 році (абревіатура фр. AZOPRO — Association pour l'Etude Géologique des Zones Profondes de l'Ecorce Terrestre).